# Aeropuerto Teniente Jorge Henrich Arauz
El Aeropuerto Nacional Jorge Henrich Arauz sirve a la ciudad de Trinidad en Bolivia como su principal centro de conexiones con otras ciudades del país y del departamento del Beni.

## Historia

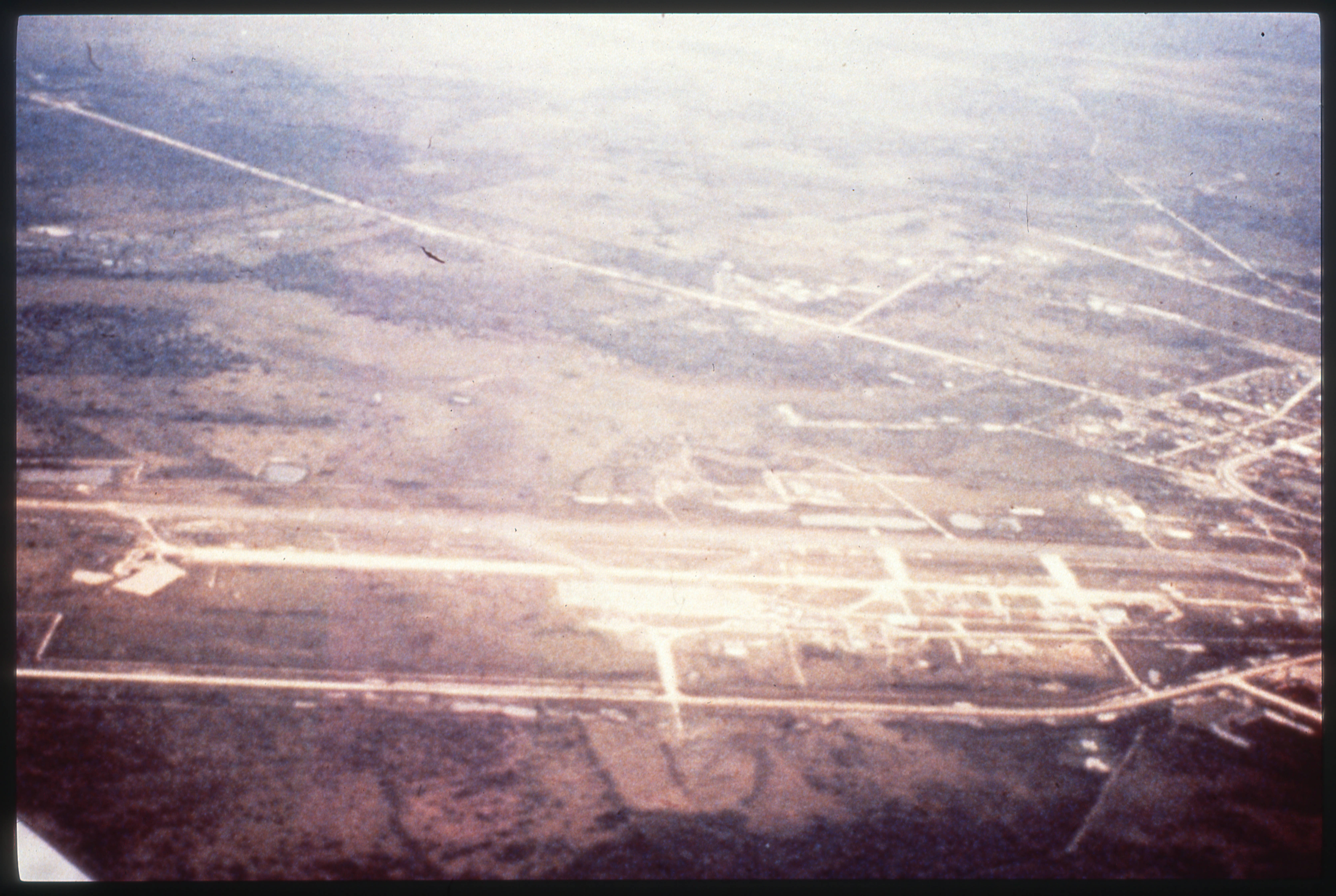
El aeropuerto en la década de 1980

El aeropuerto lleva el nombre del teniente de aviación Jorge Henrich Arauz, un piloto boliviano considerado héroe nacional. En reconocimiento a su legado, el 20 de septiembre de 1948 se promulgó una ley que designa oficialmente el nombre del aeropuerto en su honor.
En 2019 la presidente Jeanine Áñez anunció la reactivación de obras de rehabilitación y mejoramiento del aeropuerto de Trinidad, financiado con un monto de 20 millones de dólares. Dentro de las mejoras están la ampliación de la terminal, la construcción del servicio de salvamento y extinción de incendios.
En 2022, la Administración de Aeropuertos y Servicios Auxiliares a la Navegación Aérea de Bolivia (NAABOL) completó una renovación significativa del aeropuerto, mejorando su infraestructura y servicios para facilitar tanto el transporte comercial como el turismo en la región.

## Aerolíneas y destinos
| Aerolíneas            | Destinos                                                                     |
| --------------------- | ---------------------------------------------------------------------------- |
| Boliviana de Aviación | Cochabamba, La Paz, Riberalta, Santa Cruz de la Sierra                       |
| Ecojet                | Cochabamba, La Paz, Santa Cruz de la Sierra, Cobija, Guayaramerín, Riberalta |
| CHARTER               | Santa Ana del Yacuma, Santa Cruz de la Sierra, San Borja, San Ignacio        |

## Aerolíneas que cesaron de operar
- Aerosur
- Lloyd Aéreo Boliviano
- Aerocon
- TAM (Transporte Aéreo Militar)

## Accidentes e incidentes[5]
- El 7 de septiembre de 1972, un Curtiss C-46 de la aerolínea SAVCO (Servicios Aéreos Virgen de Copacabana) sufrió una falla en el motor N.º 1 poco después de despegar. El avión se inclinó hacia la izquierda, perdió altura, volvió a aterrizar y atravesó unos árboles pequeños y una valla. El tren de aterrizaje derecho colapsó y el morro golpeó el suelo. De los 8 ocupantes a bordo, una persona falleció en el accidente.
- El 8 de junio de 1983, un Douglas DC-4 operado por Frigorífico Reyes se desvió hacia el aeropuerto de Trinidad debido al mal tiempo en el aeropuerto de Palmira. El DC-4 se estrelló y se incendió al aterrizar. Todas las 5 personas a bordo fallecieron.
- El 12 de noviembre de 1992, un Fairchild Metroliner de Aerodinos se salió de la pista en el despegue hacia un terreno blando, lo que provocó que el tren de aterrizaje delantero colapsara. Ninguno de los 16 ocupantes resultaron heridos.
- El 31 de diciembre de 1997, un Fairchild Metroliner de Aerosur perdió el control durante el despegue y se salió de la pista, el tren de aterrizaje principal izquierdo falló. Ninguno de los 20 ocupantes salió herido.
- El 22 de febrero de 2005, un Convair 580 de la aerolínea TAM (Transporte Aéreo Militar) se estrelló en un terreno fangoso justo después del despegue, debido a problemas con el motor. Veintiocho personas resultaron heridas.
- El 1 de febrero de 2008, el vuelo 301 de Lloyd Aéreo Boliviano, un Boeing 727-200 operado por Lloyd Aéreo Boliviano que despegó desde el Aeropuerto Internacional El Alto se encontró con mal tiempo en el Aeropuerto Capitán Aníbal Arab en Cobija, lo que obligó a la tripulación a desviarse a Trinidad. Los pilotos realizaron un aterrizaje de emergencia en una zona pantanosa a pocos kilómetros del aeropuerto, resultante de un agotamiento de combustible. Afortunadamente no hubo víctimas fatales, y el avión sigue abandonado en el mismo lugar del accidente hasta la actualidad.
- El 3 de noviembre de 2013, el vuelo 238 de Aerocon, un Fairchild Metroliner con una ruta programada desde el Aeropuerto El Trompillo, Santa Cruz de la Sierra, hasta el Aeropuerto Teniente Jorge Henrich, Trinidad, se encontraba en aproximación, cuando cerca de las 19:00 (hora local) el avión se precipitó a tierra cerca de Trinidad, falleciendo ocho de sus nueve ocupantes.
- El 30 de abril de 2025, un Cessna 172M Skyhawk (matrícula CP-1099) se estrelló a unos kilómetros del aeropuerto mientras cubría la ruta Baures–Trinidad. Los cinco ocupantes a bordo, incluyendo un niño, fueron rescatados con vida 48 horas después del accidente.